# إيرثلنك
شركة إيرثلنك للاتصالات هي شركة ذات مسؤولية محدودة في العراق وعُرفت بأنها أكبر مزود لخدمات الإنترنت في العراق إذ تمتلك 400 نقطة تواجد تقدم الشركة خدمات الإنترنت والاتصالات، وتحتل المركز الأول بين باقي مجهزين خدمة الإنترنت في العراق والبالغ عددهم 73 تأسست عام 2005، ولقد استطاعت خلال 12 عاما من تأسيسها أن تستحوذ على توزيع معظم خدمات الإنترنت بين مستخدمي شبكة الإنترنت في العراق باستثناء اقليم كردستان تقدم الشركة خدمات الإنترنت وجميع الحلول لتكنلوجيا المعلومات والاتصالات ICT، وخدمات مراكز البيانات، الخدمات المدارة للأعمال والمؤسسات الحكومية في العراق، والمزيد من الخدمات الأخرى. كما تملك أكبر عدد من بروتوكولات الإنترنت Routes-V4 بين باقي مجهزين خدمة الإنترنت .

## نبذه تاريخية
تأسست إيرثلنك عام 2005 في الوقت الذي كان العراق يعاني من انعدام البنية التحتية للاتصالات، حيث دُمرت اثناء حرب الخليج الثانية 2003 اعتمدت ايرثلنك على تقنية الأقمار الصناعية VSAT لتزويد المستخدمين بشبكة الإنترنت وبدأت تحقق انتشارًا واسعًا سنة 2009 حين أعتمدت مفهومًا جديدًا يعمل على إنشاء مزودي خدمة محليين في جميع المناطق. إذ تقوم الشركة بتزويد الوكلاء بخدمة الإنترنت، حيث يقوم الوكيل المحلي بتقديم الخدمة المباشرة للزبون، وقد ساعد مفهومها الجديد على الانتشار السريع في بغداد.
أصبحت ايرثلنك سنة 2011 أكبر مجهز لخدمات الإنترنت في العراق وتلى ذلك حصولها على رخصة من الكابل البحري فالكون Falcon لـ 15 سنة،
في سنة 2015 تعاونت ايرثلنك مع المستوى 3 للاتصالات لتوفير خدمات MPLS / IP VPN الخاصة بـ Level 3 Communication (الشبكة الافتراضية الخاصة ببروتوكول تبديل الملصقات / الشبكة الخاصة الافتراضية لبروتوكول الإنترنت) لتوفير الاتصال الآمن والخاص لمستخدمي ايرثلنك
في سنة 2016 تعاقدت وزارة الاتصالات العراقية مع شركتي ايرثلنك وسيمفوني لإنشاء شبكة بنى تحتية للإنترنت تتكون من ألياف ضوئية ذات سعات عالية لإمرار السعات الدولية (الترانزيت) من خلال العراق. وبالتعاون مع شركة Cisco اذ من المقرر ان تصبح الشبكة الجديدة العمود الفقري الوطني العراقي للإنترنت الذي يمتد بين العراق وتركيا كبديل لشبكة الغواصات القائمة التي تصل إلى الشرق الأوسط من أوروبا إما عن طريق قناة السويس، أو عن طريق أطول حول قارة أفريقيا.
يقع مقر الشركة في العراق/  بغداد / العرصات
اتهم الممثل التجاري للولايات المتحدة شركة ايرثلنك بإستضافة موقع لقرصنة الأفلام والمسلسلات التلفزيونية والأحداث الرياضية بأسم «شبكتي» (Shabakaty بالإنجليزية) ووضعت الشركة في قائمة الأسواق سيئة السمعة .

## قرصنة المحتوى الرقمي
وضَعَ الممثلُ التجاري للولايات المتحدة شركةَ إيرثلنك في قائمة الأسواق سيئة السمعة بعد بثها لأفلام ومسلسلات لشركات أجنبية بطريقة غير قانونية عبر منصة شبكتي والتي توفرها لمستخدمي الإنترنت الخاص بها بدون اجور إضافية. وكذلك قرصنة بث مباريات كرة القدم الاوربية والعالمية.
كما بلغ عدد مشتركي منصة شبكتي حوالي 500 ألف مشترك حسب تقديرات مكتب الممثل التجاري للولايات المتحدة.

## المشروع الوطني للإنترنت
تعاقدت ايرثلنك مع وزارة الاتصالات العراقية لتنفيذ المشروع الوطني للإنترنت سنة 2016. في السنة التي تلت ذلك؛ أعلنت وزارة الاتصالات العراقية عن الانتهاء من تنفيذ 93% من المشروع خلال مدة لم تتجاوز السنة. وبدأ العمل الفعلي للمشروع سنة 2018 إذ تم تشغيل 10% منه تجريبيا، وتضمن المشروع مد 4 ملايين متر من الكيبل الضوئي في عموم المحافظات وبعمق 3 متر، كما ربط المشروع العراق بالكيبلات الدولية من اربع منافذ حدودية مع إنشاء بوابة نفاذ دولية لتأمين وحماية البيانات.

### تهريب سعات الإنترنت عبر المشروع الوطني للإنترنت
قامت هيئة النزاهة بإلقاء القبض على مدير شركة ايرثلنك في محافظة كركوك بتهمة تهريب سعات الإنترنت بقيمة 47 مليون دولار في 2018 بمشاركة شركة أي كيو الكردية من خلال أقليم كردستان حيث أوضحت الهيئة أنَّ عمليَّات التهريب التي تمَّ ضبطها في المشروع وصلت إلى (47) لمدا، إذ تبلغ كلفة الــ (لمدا) الواحدة مليون دولارٍ أمريكيٍّ شهرياً، ممَّا يعني أنَّ مجموع الكلفة المُهرَّبة التي تمَّ ضبطها تبلغ (47) مليون دولارٍ، فيما أسفرت عمليَّة الضبط عن التحرُّز على أجهزة التراسل الخاصَّة بعمليَّة التهريب، فضلاً عن ضبط مدير موقع (إيرثلنك) في المحافظة، وتمَّ تنظيم محضر ضبطٍ أصوليٍّ ضمَّ جميع المُبرزات الجرميَّة المضبوطة وتصوير المخالفات المُشخَّصة فديوياً، وتمَّ عرضها على قاضي التحقيق المُختصِّ.